# Radio Temešvár
Radio Temešvár (rumunsky Radio Timişoara, maďarsky Temesvári Rádió, německy Radio Temeswar, srbsky Радио Темишвар) je rumunská veřejnoprávní rozhlasová stanice vysílající ze stejnojmenného města Temešvár v rumunském Banátu.
Programové schéma rozhlasu je odlišné vysílač od vysílače. Každodenní vysílání pro maďarskou, srbskou a německou menšinu je vysíláno po 13 hodině východoevropského času na středních vlnách a večer na VKV frekvenci 105.9 MHz. Na VKV frekvenci 102.9 MHz se národnostní vysílání nevysílá vůbec. Pro zbylé menšiny je vyhrazeno nedělní vysílání na středních vlnách. Jedná se o vysílání programu pro českou, slovenskou, ukrajinskou, bulharskou a romskou menšinu.

## Historie
Stanice zahájila vysílání na středních vlnách dne 5. května 1955. V roce 1956 byla spuštěná relace pro německou menšinu. V roce 1985 se vysílání regionálních stanic na popud prezidenta Nicolae Ceausesca odmlčely, což se dotklo i Rádia Temešvár. Důvodem mělo být údajně lepší řízení a centralizace rumunského rozhlasu. Vysílání bylo obnoveno teprve 22. prosince 1989. Toho roku se již vysílalo 6 hodin denně a pouze jedna hodina byla určená pro národnostní vysílání v němčině, maďarštině a srbštině. V roce 1990 bylo zahájeno pravidelné vysílání pořadů pro Čechy, Slováky a Maďary, kteří obývají rumunskou část Banátu. V roce 2003 bylo spuštěno vysílání pro bulharskou menšinu, podle jiných pramenů vzniklo již v roce 1990. Dne 3. srpna 2006 zahájilo Radio Temešvár vysílání přes satelit Thor 3 na pozici 0.8°W v platformě Focus Sat. Signál se vysílal nekódovaně. Vysílání přes satelit bylo ukončeno 7. června 2010.

## České vysílání
Společné česko-slovenské vysílání na Rádiu Temešvár o délce třiceti minut bylo možné poprvé poslouchat v odpoledních hodinách v neděli 22. dubna 1990. Zpočátku se české vysílání neobešlo bez problémů, neboť úroveň češtiny místních Čechů v té době byla na nízké úrovni. V roce 1990 začalo Radio Temešvár spolupracovat s Československým rozhlasem (později s Českým rozhlasem - Rádiem Praha). Díky návštěvám Prahy, jazykovým kurzům v Dobrušce a příchodem českých učitelů do Banátu se potíže s češtinou podařilo vyřešit. Slovenskou část vysílání měla na starosti realizátorka vysílání Vlasta Lazu-Karkušová. Od roku 1991 do současnosti připravuje také vysílání v češtině. Český program se vysílá každou neděli od 16:30 do 17:00 hodin východoevropského času, slovenský program navazuje od 17:00 do 18:00 hodin.

## Vysílací frekvence
Pokrytí signálem Radia Temešvár je poměrně silné především díky středovlnnému vysílači v obci Orţişoara, který pracuje s výkonem 400 kW. Vysílání je také přenášeno dalšími vysílači, které pokrývají oblasti obývané národnostními menšinami.
| Frekvence | Vysílač   | Pokrytí                                                                      | Online poslech |
| --------- | --------- | ---------------------------------------------------------------------------- | -------------- |
| 630 kHz   | Orţişoara | výkon 400 kW, západ Rumunska, část Srbska a Maďarska                         | online         |
| 102,9 MHz | Arad      | jižně od Temešváru, okolí města Arad a slovenské obce Nădlac, dosah 30-90 km | online         |
| 103,6 MHz | Coșevița  | okolí Făget a Valea Mureșului                                                | online         |
| 105,9 MHz | Urseni    | jižně od Temešváru, okruh 20-50 km                                           | online         |